# Adrien Brody

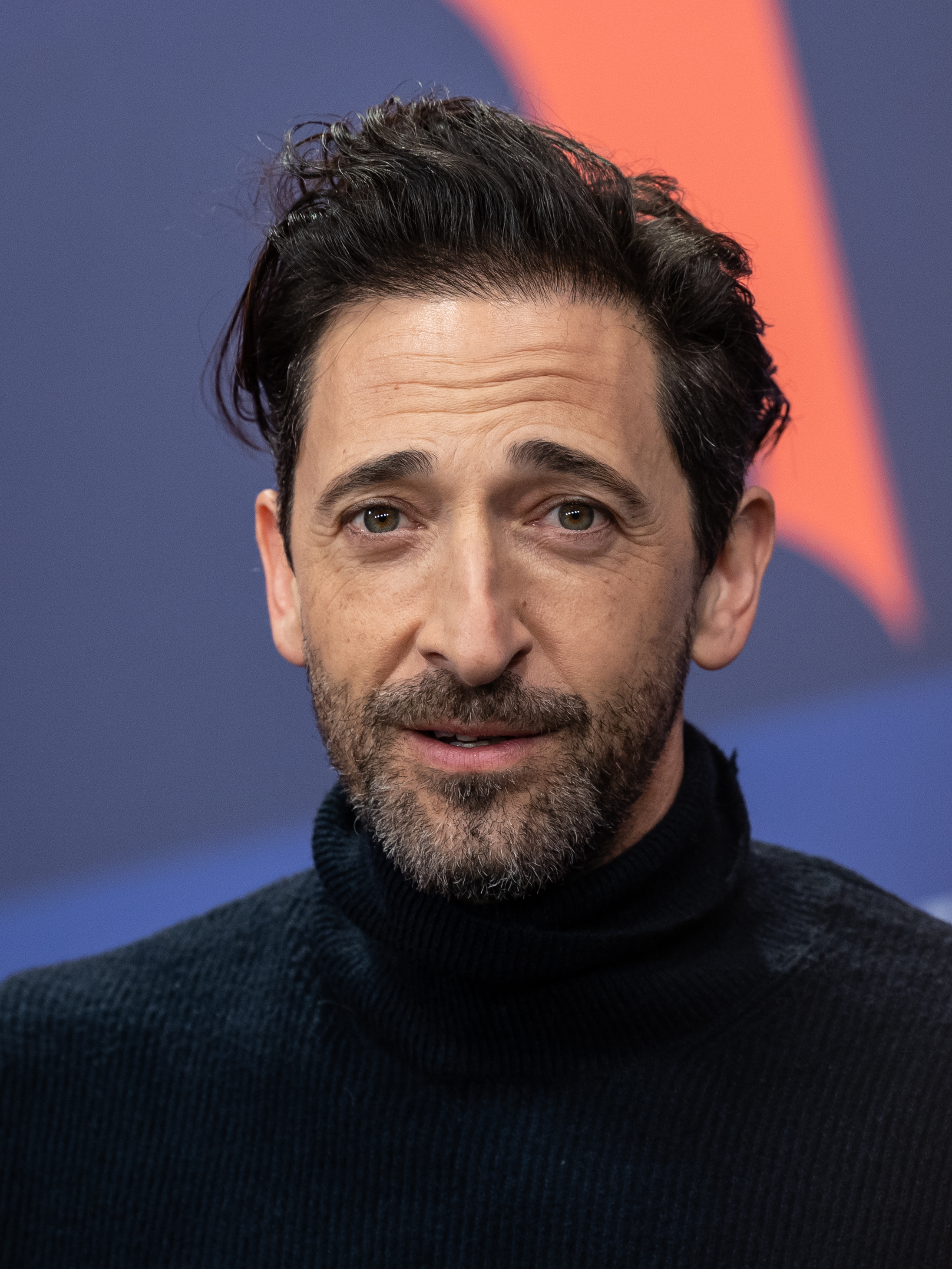
Adrien Brody (2023)

Adrien Brody (* 14. April 1973 in Queens, New York City) ist ein US-amerikanischer Filmschauspieler und zweifacher Oscargewinner, beide Male als bester Hauptdarsteller.

## Leben
Adrien Brody ist der Sohn von Elliot Brody, einem pensionierten Geschichtsprofessor und Maler polnisch-jüdischer Abstammung, und Sylvia Plachy, einer Fotojournalistin, die in Ungarn als Tochter eines katholischen aristokratischen Vaters und einer tschechisch-jüdischen Mutter geboren wurde. Brody wuchs in Queens auf und besuchte im Alter von zwölf Jahren die American Academy of Dramatic Arts. Seinen Abschluss machte er an der High School for the Performing Arts. 1992 hatte er in Los Angeles einen Motorradunfall, bei dem er schwer verletzt wurde. Er brauchte einige Monate, um sich wieder zu erholen. Brody brach sich die Nase insgesamt dreimal, während er Stunts ausübte. Der letzte Vorfall geschah während der Dreharbeiten zu Summer of Sam.
Nach mehreren Auftritten in Filmen, die ihm zwar viel Kritikerlob einbrachten, vom Publikum jedoch ignoriert wurden, sollte ihm 1998 mit Der schmale Grat der Durchbruch gelingen; doch obwohl Brody angenommen hatte, eine Hauptrolle zu spielen, war er im fertig geschnittenen Film nur für wenige Minuten zu sehen. Vier Jahre später besetzte ihn dann Roman Polański für die Titelrolle seines Holocaust-Dramas Der Pianist. Für seine Darstellung des polnischen Juden Władysław Szpilman erhielt er 2003 den Oscar als Bester Hauptdarsteller. Mit damals 29 Jahren war er damit der jüngste Schauspieler, der diesen Preis in der Hauptdarstellerkategorie erhielt. In seiner Dankesrede betonte er, dass jede Art von Krieg großes Leid verursache und daher unbedingt verhindert werden müsse. Diese stille Demonstration gegen den damaligen Irakkrieg, die einen Kontrast zu Michael Moores lautstarkem Auftritt bildete, wurde ihm hoch angerechnet, von Konservativen jedoch auch übel genommen.
2004 spielte er im Film The Village – Das Dorf von M. Night Shyamalan einen geistig behinderten jungen Mann. Ein Jahr später übernahm Brody eine Hauptrolle in Peter Jacksons Abenteuerfilm King Kong, in dem er neben Naomi Watts und Jack Black zu sehen ist und dabei wieder auf seinen deutschen Kollegen Thomas Kretschmann aus Der Pianist trifft. Im gleichen Jahr drehte er neben Keira Knightley den Film The Jacket, in dem er einen Kriegsveteranen spielt, der in der Psychiatrie behandelt werden muss. 2009 spielte er in Dario Argentos Thriller Giallo in einer Doppelrolle sowohl den ermittelnden Inspektor als auch (unter dem Pseudonym Byron Deidra) dessen Gegenspieler, den gelbsüchtigen Serienkiller. Da er für die Rolle nicht vertragsgemäß bezahlt wurde, verklagte er später die Produzenten des Films.
2010 spielte er in Predators, einer Fortsetzung des Films Predator aus dem Jahr 1987 mit Arnold Schwarzenegger, die Rolle des Elite-Soldaten Royce.
2006 begann er eine Beziehung mit der spanischen Schauspielerin Elsa Pataky. Drei Jahre später folgte die Trennung. Brody war sechs Jahre lang mit dem russischen Model Lara Leito liiert, nachdem er sie 2012 bei den Filmfestspielen in Cannes kennengelernt hatte. Seit 2020 ist er in einer Beziehung mit Georgina Chapman, Schauspielerin, Modedesignerin sowie Ex-Frau von Harvey Weinstein.
Für seine Hauptrolle in dem Historiendrama Der Brutalist (2024) gewann Brody unter anderem den Golden Globe Award, den BAFTA Film Award und den Oscar. Als Brody seinen Oscar entgegennahm, hielt er eine Dankesrede, die 5 Minuten und 40 Sekunden lang war. Damit hielt er die längste Dankesrede in der Geschichte der Oscars und stellte den Rekord der Oscargewinnerin Greer Garson ein, deren Dankesrede bei der Oscarverleihung 1943 5 Minuten und 30 Sekunden lang dauerte.

## Filmografie (Auswahl)
- 1989: New Yorker Geschichten (New York Stories, zweite Episode: Leben ohne Zoe)
- 1991: Zur Hölle, Mrs. Love! (The Boy Who Cried Bitch)
- 1993: König der Murmelspieler (King of the Hill)
- 1994: Natural Born Killers (nicht in den Credits genannt)
- 1994: Angels – Engel gibt es wirklich! (Angels in the Outfield)
- 1994: Jailbreakers – Jung und vogelfrei (Jailbreakers)
- 1996: Nothing to Lose
- 1996: Bullet – Auge um Auge (Bullet)
- 1996: Solo
- 1997: Wie ich zum ersten Mal Selbstmord beging (The Last Time I Committed Suicide)
- 1997: Six Ways to Sunday
- 1998: Leichenschmaus am Hochzeitstag (The Undertaker’s Wedding)
- 1998: Restaurant
- 1998: Der schmale Grat (The Thin Red Line)
- 1999: Oxygen
- 1999: Summer of Sam
- 1999: Liberty Heights
- 2000: Bread and Roses
- 2000: Harrison’s Flowers
- 2001: Love the Hard Way
- 2001: Das Halsband der Königin (The Affair of the Necklace)
- 2002: Dummy
- 2002: Der Pianist (The Pianist)
- 2003: The Singing Detective
- 2004: The Village – Das Dorf (The Village)
- 2005: The Jacket
- 2005: King Kong
- 2006: Die Hollywood-Verschwörung (Hollywoodland)
- 2007: Darjeeling Limited (The Darjeeling Limited)
- 2008: Manolete – Blut und Leidenschaft (Manolete)
- 2008: Brothers Bloom (The Brothers Bloom)
- 2008: Cadillac Records
- 2009: Giallo
- 2009: Splice – Das Genexperiment (Splice)
- 2009: Der fantastische Mr. Fox (Fantastic Mr. Fox, Stimme)
- 2010: Predators
- 2010: High School
- 2010: The Experiment
- 2010: Wrecked – Ohne jede Erinnerung (Wrecked)
- 2011: Midnight in Paris
- 2011: Detachment
- 2012: Back to 1942 (Yi jiu si er)
- 2013: InAPPropriate Comedy
- 2013: Dritte Person (Third Person)
- 2014: Grand Budapest Hotel (The Grand Budapest Hotel)
- 2014: Houdini (Fernsehfilm)
- 2014: American Heist
- 2015: Backtrack
- 2015: Dragon Blade
- 2015: Septembers of Shiraz
- 2016: Manhattan Nocturne – Tödliches Spiel (Manhattan Night)
- 2016: Dice (Fernsehserie, eine Folge)
- 2017: Peaky Blinders – Gangs of Birmingham (Peaky Blinders, Fernsehserie, sechs Folgen)
- 2017: Bullet Head
- 2018: Air Strike
- 2020: Clean
- 2021: Chapelwaite
- 2021: Succession (Fernsehserie, eine Folge)
- 2021: The French Dispatch
- 2022: Blond (Blonde)
- 2022: See How They Run
- 2023: Manodrome
- 2023: Ghosted
- 2023: Asteroid City
- 2023: Fool’s Paradise
- 2024: Der Brutalist (The Brutalist)

## Synchronisation
Seit etwa 1999 ist Markus Pfeiffer Brodys regelmäßig eingesetzter deutscher Stammsprecher. In Vertretung wurde Brody in deutschen Synchronisationen seiner Filme seither von Oliver Feld (in Summer of Sam, Brot und Rosen und Das Halsband der Königin), Simon Jäger (in Die Hollywood-Verschwörung und Midnight in Paris) und Frank Röth (in Solo und Giallo) gesprochen. In dem für seine Karriere bedeutsamen Film Der Pianist, für den Brody den Oscar als Bester Hauptdarsteller erhielt, wurde er von Stephan Schwartz gesprochen, im ebenfalls bekannten Film The Village von Sebastian Schulz, und im Film Der schmale Grat, mit dem er seinen Durchbruch erlebte, von Claudio Maniscalco.

## Auszeichnungen (Auswahl)
- Oscar (2003 und 2025)
  - Auszeichnung: Bester Hauptdarsteller für Der Pianist
  - Auszeichnung: Bester Hauptdarsteller für Der Brutalist
- Golden Globe Award (2003 und 2025)
  - Nominierung: Bester Hauptdarsteller – Drama für Der Pianist
  - Auszeichnung: Bester Hauptdarsteller – Drama für Der Brutalist
- César (2003)
  - Auszeichnung: Bester Hauptdarsteller für Der Pianist
- British Academy Film Award (2003)
  - Nominierung: Bester Hauptdarsteller für Der Pianist
- Independent Spirit Award (2001)
  - Nominierung: Bester Hauptdarsteller für Restaurant
- Emmy (2015)
  - Nominierung: Bester Hauptdarsteller in einer Miniserie oder Fernsehfilm für Houdini